# Brunettia novemnotata
Brunettia novemnotata és una espècie d'insecte dípter pertanyent a la família dels psicòdids que es troba a l'Índia.